# Paul Hubrich
Paul Hubrich (* 9. November 1869 in Gebhardsdorf, Landkreis Lauban, Provinz Schlesien; † 5. Juni 1948 in Berlin) war ein deutscher Bildhauer.

## Leben
Hubrich war Schüler der Berliner Kunstgewerbeschule und speziell von Karl Ludwig Manzel. Er wirkte dann in Berlin als freischaffender Bildhauer. Sein Atelier befand sich in Berlin-Friedenau. 1904 bis 1910 war er mit Genrestatuen und Büsten auf der Großen Berliner Kunstausstellung vertreten. Seine besondere Leistung besteht in der weitgehenden Gestaltung des von Manzel entworfenen Christus-Monuments auf dem Südwestkirchhof Stahnsdorf (1909–1911).
Seine letzte Ruhestätte befindet sich auf dem Südwestkirchhof Stahnsdorf.

## Werke (Auswahl)
- Kopie der Venus (von Jean-Baptiste Pigalle) im Frz. Figurenrondell im Park Sanssouci in Potsdam (1904). Nach starken Witterungsschäden an der Hubrichschen Kopie wurde 2010 eine neue Kopie des Potsdamer Bildhauers Rudolf Böhm aufgestellt.[1]
- Kopie der Paris-Skulptur (von August Wredow) am Rosenhag in Brandenburg (1912)
- Trauernde Maria am Grabmal Skaba auf dem Südwestkirchhof Stahnsdorf (1912)
- Expressionistisches Muschelkalkdenkmal auf der Grabstätte Charlotte Birnbaum auf dem Südwestkirchhof Stahnsdorf (1930)
- Marmorplastik Ganymed im Volkspark Marienberg in Brandenburg
- Marmorskulptur David auf der Grabstätte Seefeld auf dem Südwestkirchhof Stahnsdorf (aus dem Nachlass)